# حماد بن زيد
أبو إسماعيل حماد بن زيد بن درهم مولى مولى جرير بن حازم إمام أهل البصرة في السُنة، ومِن تابعي التابعين، كان يُلقب بالأزرق
كان من أهل البصرة، وكان جده درهم من سبي سجستان، وكان أبوه زيد مملوكًا عند حازم أبو جرير، فلما مات حازم أعتقه يزيد وجرير ابنا حازم.

## ولادته
وُلد حماد بن زيد سنة ثمان وتسعين (98 هـ). وعن أم حماد أنه وُلد في خلافة عمر بن عبد العزيز، وعن عمته أنه وُلد في آخر خلافة سليمان بن عبد الملك؛ وولاية سليمان بن عبد الملك كانت سنتين وثمانية أشهر، أولها سنة 96هـ، وآخرها في صفر سنة 99هـ. وخلافة عمر بن عبد العزيز كانت سنتين وخمسة أشهر، أولها كان في اليوم الثامن من وفاة سليمان، وآخرها سنة 101 هـ"

## شيوخه
أدرك حمّاد معظم التابعين من البصريين وغيرهم ؛ منهم:
- أيوب السختياني؛ قال حماد بن زيد: «قدم علينا البصرة حماد بن أبي سليمان، فلم يأته أيوب فلم نأته؛ وكان إذا لم يأت أيوب أحدًا لم نأته».[8] قال يحيى بن معين:«كان حماد بن زيد عالما بأيوب».[9] مات أيوب ولحماد بن زيد أربع وثلاثون سنة.[10]
- زيد بن درهم (أبوه)
- ثابت البناني
- عاصم بن أبي النجود، روى عنه الحروف في القراءات.
- عبد الله بن طاووس
- عطاء بن السائب
- عمرو بن دينار المكي
- أبو عمرو بن العلاء النحوي
- يحيى بن سعيد الأنصاري
- سفيان بن عيينة

وغيرهم كثير 

## تلاميذه
- الأشعث بن إسحاق السجستاني (والد أبي داود صاحب السنن)
- سفيان الثوري
- عبد الله بن المبارك
- سفيان بن عيينة
- الحسن بن موسى الأشيب
- عبد الرحمن بن مهدي
- علي بن المديني
- قتيبة بن سعيد
- وكيع بن الجراح
- شيبة بن عمرو المصيصي، روى عنه القراءة.

وغيرهم كثير 

## سيرته وأقوال النقاد فيه
قال عفان بن مسلم: «كان حماد بن زيد يلبس قلنسوة بيضاء طويلة لطيفة» 
وقال ابن أبي حاتم "حدثنا عبد الرحمن حدثني أبي نا محمد بن المصفى قال سمعت بقية قال ما رأيت في العراق مثل حماد بن زيد".
قال ابن سعد: «حماد بن زيد... كان ثقة ثبتا حجة كثير الحديث» 
وقال الإمام أحمد بن حنبل: «وحماد بن زيد من أئمة المسلمين من أهل الدين والإسلام» 
قال أبو يعلى الخليلي: «حماد بن زيد... ثقة، متفق عليه، مخرج في الصحيحين، رضيه الأئمة... وكان بينه وبين مالك بن أنس مكاتبة، وكان يعجبه رأي مالك، وأسباطه مالكيون قضاة»
وقال عبد الرحمن بن مهدي: «أئمة الناس في زمانهم أربعة: حماد بن زيد بالبصرة، وسفيان بالكوفة، ومالك بالحجاز، والأوزاعي بالشام».
وقال: «لم أر أحدًا قط أعلم بالسنة ولا بالحديث الذي يدخل في السنة من حماد بن زيد» 
وقال: «ما رأيت بالبصرة أفقه من حماد بن زيد» 
سُئل يزيد بن زريع: ما تقول في حماد بن زيد وحماد بن سلمة، أيهما أثبت في الحديث؟ فقال: «حماد بن زيد، وكان الآخر رجلا صالحا» 
قال سليمان بن حرب: سمعت حماد بن زيد يحدث بالحديث فيقول: سمعته منذ خمسين سنة ولم أحدث به قبل اليوم. ولم يكن له كتاب إلا كتاب ليحيى بن سعيد الأنصاري.
قال عبيد الله بن الحسن: (إنما هما الحمّادان، فإذا طلبتم العلم فاطلبوه من الحمادَين). أي حماد بن زيد وحماد بن سلمة، وقد اشترك الحمادان في الرواية عن كثير من المشايخ، وروى عنهما جميعا جماعة من المحدثين.
قال ابن المبارك:
أيها الطالب علمًا *** إيت حماد بن زيد
تقتبس حلمًا وعلمًا *** ثم قيده بقيد 
ودع البدعة من *** آثار عمرو بن عبيد
وقال محمد بن الطباع: «قلما رأيت رجلا أعقل من حماد بن زيد» 
وقال ابن أبي حاتم الرازي: «ومن العلماء الجهابذة النقاد بالبصرة: حماد بن زيد بن درهم».
قال ابن حبان: «كان من الحفاظ المتقنين وأهل الورع في الدين ممن كان يقرأ حديثه كله حفظا، وهو أعمى» 
قال ابن حجر: «حماد بن زيد... ثقة ثبت فقيه، قيل إنه كان ضريرًا ولعله طرأ عليه؛ لأنه صح أنه كان يكتب» 
قال عبد الرحمن بن مهدي: «إذا رأيت بصريا يحب حماد بن زيد فهو صاحب سنة».
قال الذهبي: «لا أعلم بين العلماء نزاعا، في أن حماد بن زيد من أئمة السلف، ومن أتقن الحفاظ وأعدلهم، وأعدمهم غلطا، على سعة ما روى - -.» 
قال يزيد بن زريع يوم مات حماد بن زيد: «مات اليوم سيد المسلمين».

## وفاته
توفي حماد بن زيد يوم الجمعة 10 رمضان، سنة تسع وسبعين ومائة (179 هـ)، وهو ابن إحدى وثمانين سنة، وصلى عليه إسحاق بن سليمان بن علي الهاشمي وهو يومئذ وال على البصرة لهارون أمير المؤمنين. وكانت وفاة الإمام مالك قبله بستة أشهر.

## آل حماد بن زيد
قال القاضي عياض في ترجمة ابن حفيد الإمام حماد بن زيد: إسماعيل بن إسحاق بن إسماعيل بن حماد:
«ولنبدأ قبل ذكره بشيء من خبر آل حماد بن زيد على الجملة، وجلالة أقدارهم، وقد ذكرنا قوما منهم في الطبقة الأولى. كانت هذه البيتة على كثرة رجالها، وشهرة أعلامها، من أجل بيوت العلم بالعراق، وأرفع مراتب السؤدد في الدين والدنيا، وهم نشروا هذا المذهب (أي المالكي) هناك، ومنهم اقتبس. فهمنهم من أئمة الفقه ومشيخة الحديث والسنن عدة، كلهم جلة، ورجال سنة.
روى عنهم في أقطار الأرض وانتشر ذكرهم ما بين المشرق والمغرب، وتردد العلم في طبقاتهم وبيتهم نحو ثلاثمائة عام، من زمن جدهم الإمام حماد بن زيد وأخيه سعيد –ومولدهما في نحو المائة- إلى وفاة آخر من وصف منهم بعلم، المعروف بابن أبي يعلى، ووفاته قرب أربعمائة عام. قال أبومحمد الفرغاني التاريخي: لا نعلم أحدًا من أهل الدنيا بلغ ما بلغ آل حماد بن زيد.
قال أبو بكر المراغني: نال بنو حماد من الدنيا مزية ومنزلة رفيعة.... وكان ابن الطيب، مؤدب المعتضد، يعظم أمر آل حماد، وقال: حسبك أن لهم ببادريا ستمائة بستان، وغير مالهم بالبصرة وسائر النواحي.
وكان فيهم على اتساع الدنيا لهم، رجال صدق وخير، وأئمة ورع وعلم وفضل.»

## بعض أقواله في مسائل العقيدة

### في علو الله عز وجل فوق خلقه
قال حماد بن زيد –وذكر هؤلاء الجهمية-: «إنما يحاولون أن يقولوا: ليس في السماء شيء» 
قال الحافظ الذهبي مُعلقًا على كلام حماد بن زيد –رحمهم الله- : «مقالة السلف وأئمة السنة بل والصحابة والله ورسوله والمؤمنون أن الله عز وجل في السماء، وأن الله على العرش، وأن الله فوق سماواته وأنه ينزل إلى السماء الدنيا؛ وحجتهم على ذلك النصوص والآثار. ومقالة الجهمية أن الله تبارك وتعالى في جميع الأمكنة -تعالى الله عن قولهم-، بل هو معنا أينما كنا بعلمه. ومقال متأخري المتكلمين أن الله ليس في السماء، ولا على العرش، ولا على السموات، ولا في الأرض، ولا داخل العالم، ولا خارج العالم، ولا هو بائن عن خلقه، ولا متصل بهم، وقالوا: جميع هذه الأشياء صفات الأجسام والله منزه عن الجسم. قال لهم أهل السنة والأثر: نحن لا نخوض في ذلك ونقول ما ذكرناه إتباعا للنصوص وإن زعمتم، ولا نقول بقولكم؛ فإن هذه السلوب نعوت المعدوم، تعالى الله جل جلاله عن العدم، بل هو موجود متميز عن خلقه موصوف بما وصف به نفسه من أنه فوق العرش بلا كيف.»
معنى قوله: «أن الله عز وجل في السماء»؛ أي: فوق السماء، قال أحمد الصبغي الشافعي (ت 342 هـ) : (قد تضع العرب «في» بموضع «على» قال الله عز وجل: {فسيحوا في الأرض}، وقال: {أصلبنكم في جذوع النخل} ومعناه: على الأرض وعلى النخل، فكذلك قوله: {في السماء}؛ أي: على العرش فوق السماء، كما صحت الأخبار عن النبي صلى الله عليه وسلم.)

### في صفات الله عزوجل
«مَثَلُ الجهمية مثل رجل قيل له: أفي دارك نخلة؟ قال: نعم. قيل: فلها خوص؟ قال: لا. قيل: فلها سعف؟ قال: لا.
قيل: فلها كَرَب؟ قال: لا. قيل: فلها جذع؟ قال: لا. قيل: فلها أصل؟ قال: لا. قيل: فلا نخلة في دارك.
هؤلاء مِثل الجهمية قيل لهم: لكم ربّ؟ قالوا: نعم. قيل: يتكلم؟ قالوا: لا. قيل: فله يد؟ قالوا: لا. قيل: فله قدم؟ قالوا: لا. قيل: فله إصبع؟ قالوا: لا. قيل: فيرضى ويغضب؟ قالوا: لا. قيل: فلا رب لكم.» إسناده صحيح.
هذه الصفات التي ذكرها الإمام حماد بن زيد هي صفات وصف الله بها نفسه في كتابه، ووصفه بها رسوله في سنته؛
فمن أدلة صفة اليد قوله تعالى: {قَالَ يَا إِبْلِيسُ مَا مَنَعَكَ أَنْ تَسْجُدَ لِمَا خَلَقْتُ بِيَدَيَّ } [ص : 75]، ودليل صفة القدم قول النبي : ”لا تزال جهنم تقول: هل من مزيد؟ حتى يضع رب العزة فيها قدمه فتقول: قط قط وعزتك. ويزوى بعضها إلى بعض.“حديث صحيح مُتفق عليه،
ومن أدلة صفة الإصبع: حديث أنس بن مالك –- قال: «كان رسول الله صلى الله عليه وسلم يكثر أن يقول: ”اللهم ثبت قلبي على دينك“، فقال رجل: يا رسول الله، تخاف علينا وقد آمنا بك وصدقناك بما جئت به؟ فقال: ”إن القلوب بين إصبعين من أصابع الرحمن عز وجل يقلبها“ [حديث صحيح]، رواها الإمام الأعمش (ت. 148 هـ) ثم أشار بإصبعيه.
والواجب في هذه الصفات وغيرها من صفات الله: الإيمان بها واعتقاد أنها بصفة تليق بجلاله لا تشبه صفات المخلوقين، والله أعلم بكيفيتها.

### في أن الإيمان يزيد
عن يحيى بن المغيرة قال: « قرأت كتاب حماد بن زيد إلى جرير بلغني أنك تقول في الإيمان بالزيادة، وأهل الكوفة يقولون بغير ذلك، اثبت على رأيك ثبتك الله» 

### في أن أفعال العباد مخلوقة
قال حماد بن زيد: «من قال كلام العباد ليس بمخلوق فهو كافر» 

### في الصحابة رضوان الله عليهم
قال حماد بن زيد: « لئن قدمت عليا على عثمان لقد قلت إن أصحاب النبي صلى الله عليه وسلم قد خانوا» 